# Росово острво
Росово острво је вулканско острво у Мак-Мердо заливу Росовог мора, код обале „Викторијине земље” антарктичког континента. Административно се налази унутар граница Росове зависне територије, области на коју право полаже Нови Зеланд. Острво је вулканског порекла, настало радом четири вулкана. 
Површина острва износи 2.460 km2, a само његов мали део је без леда и снега. Због сталног присуства леденог покривача, оно се понекад сматра делом антарктичког копна. 
Најистакнутија узвишења на острву су вулкани Еребус, Терор и Бирд. Еребус (3.794 m) је најјужнији активни вулкан на Земљи, док вулкан Терор (3.230 m) више није активан. Ови вулкани добили су имена према бродовима капетана Џејмса Роса, који је открио острво 1840. године. Вулкан Бирд има два истакнута глечера на својим падинама.